# Бета Жирафа
Бета Жирафа (β Cam / β Camelopardalis) — ярчайшая звезда в созвездии Жирафа.
Бета Жирафа представляет собой двойную звезду, состоящую из гиганта и сверхгиганта, оба — спектрального класса G. Звёздная величина звезды +4,03. Компоненты в ней имеют видимый блеск в 4,0 и 7,4. Расстояние от звезды до Земли оценивается примерно в тысячу световых лет.